# تکیه تاکر نور
تکیه تاکر نور مربوط به دوره قاجار است و در شهرستان نور، بخش بلده، روستای تاکر واقع شده و این اثر در تاریخ ۲۲ تیر ۱۳۷۹ با شمارهٔ ثبت ۲۷۵۵ به‌عنوان یکی از آثار ملی ایران به ثبت رسیده است.